# Kisszentmárton
Kisszentmárton es un pueblo ubicado en el distrito de Sellye, en el condado de Baranya, Hungría.

## Superficie
Posee una superficie de 14,86 kilómetros cuadrados.

## Demografía
Hasta 2019 la población era de 244 habitantes, con una densidad de población de 16,42 habitantes por kilómetro cuadrado.